# Rodelinda

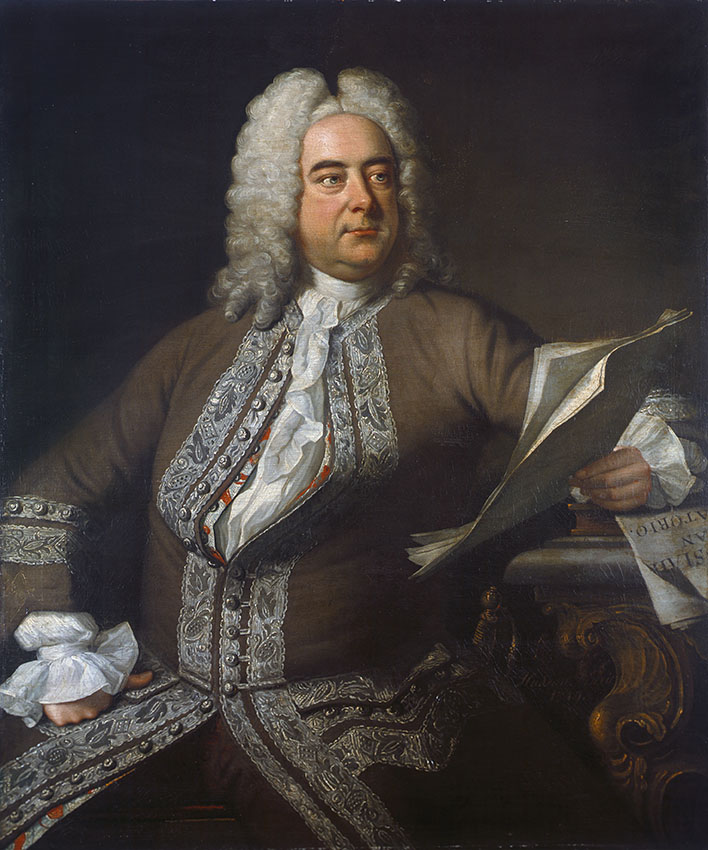
Georg Friedrich Haendel

Rodelinda (HWV 19) est un opéra en trois actes de Georg Friedrich Haendel, créé à Londres le 13 février 1725 pour le compte de la Royal Academy of Music.
Le livret est de Nicola Francesco Haym, inspiré d'un livret antérieur d'Antonio Salvi lui-même adapté de la tragédie Pertharite de Pierre Corneille. L'action se situe donc au VIIe siècle en Lombardie et sa trame historique est celle du roi Perthari dont la source première est la Gesta Langobardorum (Histoire des Lombards) de  l'historien Paul Diacre, déjà exploitée pour Flavio deux ans auparavant.

## Historique
La saison 1724-1725 que clôt Rodelinda est la plus féconde en chefs-d'œuvre de la carrière de Haendel dans le domaine de l'opéra-seria, après Giulio Cesare et Tamerlano : les trois ouvrages sont reconnus comme trois des meilleurs du compositeur.
Terminé le 20 janvier 1725, sa première eut lieu au King’s Theatre de Haymarket le 13 février 1725 
avec les mêmes chanteurs que son opéra précédent, Tamerlano. L'œuvre connut un succès immédiat. Il y eut ensuite 13 autres représentations, et l'opéra fut repris le 
18 décembre 1725 (pour huit représentations) puis le 4 mai 1731 (également huit représentations), à chaque fois avec les habituelles modifications et adaptations plus ou moins importantes.
En 1735 et 1736, l'opéra fut monté - cette fois sans beaucoup de succès - à Hambourg par l'Oper am Gänsemarkt avant d'être oublié pendant de nombreuses décennies.
La première production moderne eut lieu à Göttingen le 26 juin 1920 sous la direction de Oskar Hagen, un admirateur enthousiaste de Haendel. Cette version était adaptée à l'époque, avec la voix de Bertarido transposée d'une octave (pour baryton) et de nombreuses coupures.
Depuis lors, Rodelinda fait partie du répertoire, sans toutefois être représenté avec une fréquence digne de ses qualités.

## Rôles
Les rôles sont repris à l'identique de la tragédie de Corneille. Un personnage secondaire introduit par Salvi (Unoldo) disparaît.
| Rôle                              | Voix         | Première, le 13 février 1725 | Dans la tragédie de Corneille                                               |
| --------------------------------- | ------------ | ---------------------------- | --------------------------------------------------------------------------- |
| Rodelinda                         | soprano      | Francesca Cuzzoni            | Rodelinde, femme de Pertharite                                              |
| Bertarido (français : Pertharite) | alto castrat | Senesino                     | Pertharite, roi des Lombards                                                |
| Grimoaldo                         | ténor        | Francesco Borosini           | Grimoald, comte de Bénévent ayant conquis le Royaume lombard sur Pertharite |
| Eduige                            | alto         | Anna Dotti                   | Éduige, sœur de Pertharite                                                  |
| Unulfo                            | alto castrat | Andrea Pacini                | Unulphe, seigneur lombard                                                   |
| Garibaldo                         | basse        | Giuseppe Maria Boschi        | Garibalde, duc de Turin                                                     |

## Argument

### Acte I
Bertarido a tué son frère en se battant pour le trône, mais a dû fuir Milan lorsque son puissant allié Grimoaldo est arrivé, laissant derrière lui sa femme Rodelinda et son fils Flavio. En exil, il a répandu des rumeurs sur sa mort mais est retourné secrètement à Milan.
Rodelinda, qui pleure la mort de son époux Bertarido, refuse les élans de Grimoaldo, devenu roi des Lombards. (« L’empio rigor del fato »). Grimoaldo devise avec son conseiller Garibaldo, à propos du rejet de Rodelinda tandis que la sœur de Bertarido, Eduige, Reine de Pavie, s'est épris de lui. Garibaldo lui recommande d'être sévère avec les deux femmes. Eduige apparaît alors et Grimoaldo se voit reprocher son infidélité par la jeune femme, mais lui rappelle alors qu’elle l’a repoussé dans le passé (« Io gia t’amai, ritrosa »). Eduige critique Garibaldo qui n'est pas intervenu durant la querelle, alors qu'il prétend l'aimer : le conseiller lui promet vengeance si elle l'épouse (« Lo faro, diro spietato »). Garibaldo, en aparté, avoue feindre l’amour dans le seul but d’accéder au trône (« Di Cupido impiego i vanni »). 
Dans un bois de cyprès, près de sa propre tombe, Bertarido songe à sa femme Rodelinda qui le croit mort (« Dove sei, amato bene »). Unolfo son ami, lui renouvelle son confiance. Rodelinda et son fils Flavio, arrivent alors pour se recueillir sur la tombe de Bertarido (« Ombre, piante, urne funeste »). Garibaldo intervient à son tour pour menacer Rodelinda et son fils si elle n’accepte pas la main de Grimoaldo. Cette dernière, acculée, accepte d'épouser le Roi mais jure qu'elle se vengera, devenue reine(« Morrai si, l’empia tua testa »). Garibaldo la trahit auprès de Grimoaldo et s'engage à  le protéger contre la vengeance de sa future femme (« Se per te giungo a godere »). Unolfo s'emploie, lui, à calmer, Bertarido, très en colère après avoir entendu Rodelinda accepter le mariage (« Sono i colpi della sorte »). Sa fureur de se calme pas face à l’infidélité de sa femme (« Confusa si miri l’infida consorte »). 

### Acte II
Garibaldo ne parvient pas à obtenir d'Eduige, une promesse de mariage et cette dernière menace alors Rodelinda de faire chuter Grimoaldo, qu’elle aime, si le mariage a lieu lieu. (« De’ miei scherni per far vendette »). 
Rodelinda annonce à Grimoaldo qu’elle accepte de devenir sa femme mais qu'il devra tuer le prétendant légitime au trône, le fils qu'elle a eu de Bertarido (« Spietati, io vi giurai »). Grimoaldo hésite entre l’amour et l’honneur (« Prigioniera ho l’alma in pena »). Son conseiller lui recommande d'assumer sa fonction d'usurpateur et de se débarrasser de l'enfant (« Cosi d’usurpatore il nome adempie »). 
Bertarido pleure sur son sort (« Con rauco mormorio ») quand il est reconnu par Eduige. Unolfo, dans le même temps, rassure Bertarido quant à la fidélité de sa femme (« Fra tempeste funeste a quest’alma »). Bertarido exulte (« Scacciata dal suo nido »). Unolfo va alors retrouver Rodelinda et lui révèle que son mari n’est pas mort. Ellelle reprend espoir (« Ritorna oh caro e dolce moi tesoro »). Les époux se retrouvent enfin, mais Grimoaldo les découvre et condamne Bertarido à mort (« Tuo drudo è mio rivale »). Les deux époux se disent alors adieu (« Io t’abbraccio »). 

### Acte III
Unolfo et Eduige décident alors de sauver Bertarido de la mort. Eduige confie à Unolfo une clé permettant d’accéder à la geôle. Unolfo vole au secours du roi (« Un zeffiro spiro »). Eduige le suit pour se faire pardonner (« Quanto piu fiera »). Grimoaldo doute alors de ses choix : en tuant Bertarido, il perd Rodelinda à jamais. Mais il la perd également en le laissant en vie (« Tra sospetti, affetti, e timori »). 
Dans son cachot, Bertarido pleure son triste sort (« Chi di voi fu piu infedele ») mais parvient à se procurer une épée avec laquelle il blesse par erreur son fidèle Unolfo. Les deux hommes parviennent à s’enfuir. Eduige arrive alors avec Rodelinda et ne voit que l’épée et du sang, les croyant morts. Rodelinda n’espère plus que la mort (« Se’l mio duol non è si forte »), tandis que Bertarido promet vengeance à son rival (« Se fiera belba ha cinto »). 
Grimoaldo erre seul, pris de remords (« Pastorello d’un povero armento »). Garibaldo essaye alors de le tuer afin de monter sur le trône mais Bertarido surgit et tuet le traitre épargnant Grimoaldo (« Vivi tirano »). Grimoaldo pardonne alors leurs actes à Unolfo et Eduige, qu’il accepte d’épouser. Puis il abdique en faveur de Bertarido : l’ensemble des protagonistes célèbrent cette fin heureuse (« Mio caro bene ! »).

## Enregistrements
- Il Complesso Barocco, dir. Alan Curtis (Kermes / Mijanovic / Davislim / Prina / Lemieux / Priante) - Archiv Produktion 2004